# Weihern (Pfreimd)

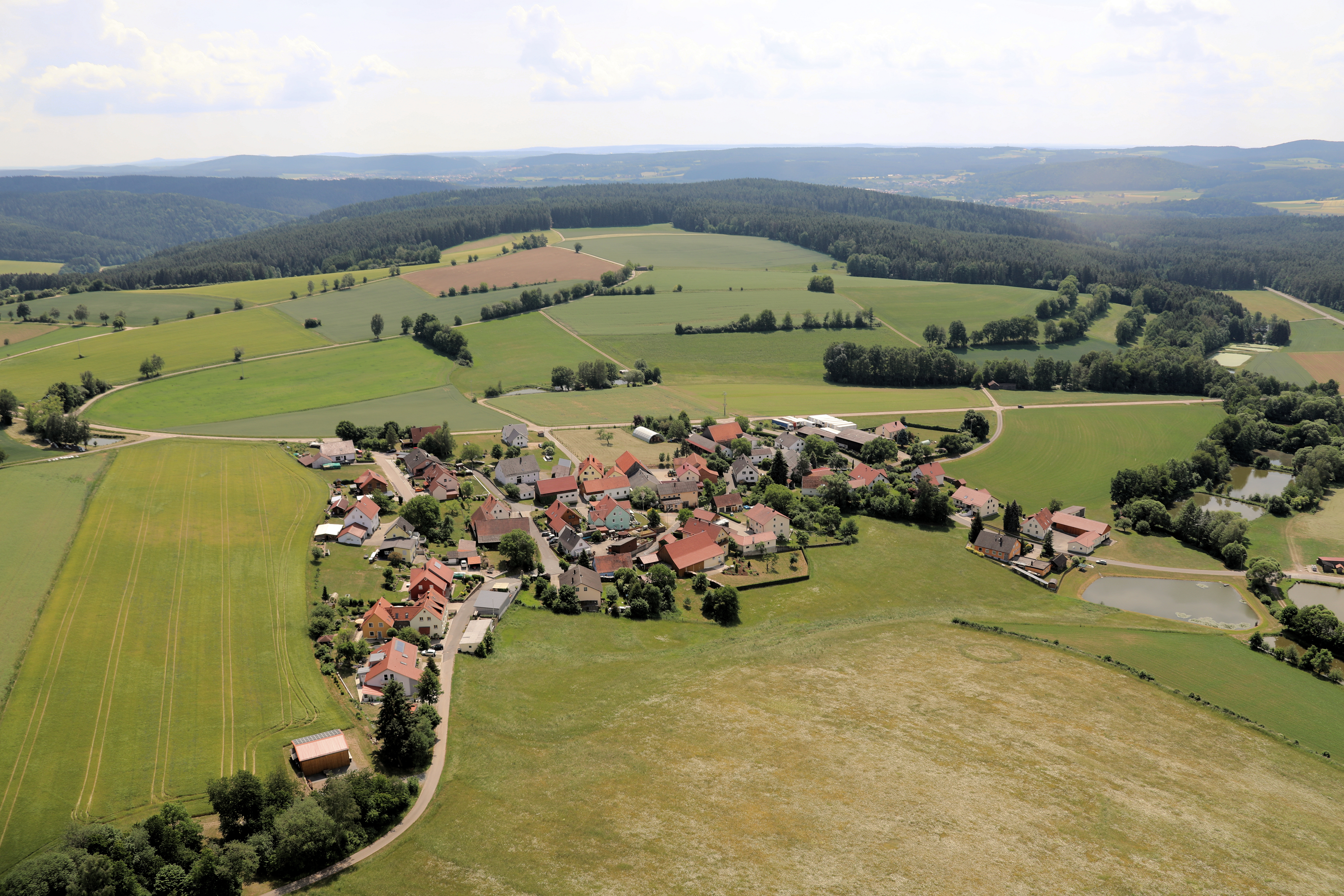
Oberweihern (2018)

Weihern ist ein Ortsteil der Stadt Pfreimd im Oberpfälzer Landkreis Schwandorf (Bayern).

## Geografie
Weihern liegt auf dem Nordwestufer des Eichelbaches, 1,4 Kilometer südöstlich der Bundesautobahn 6 und 4,3 Kilometer nordöstlich von Pfreimd.
Auf den historischen Karten um 1864 sind die Ortschaften Weiherhäusl im Nordwesten von Weihern, Weihern und Oberweihern im Südosten von Weihern noch deutlich voneinander getrennt. Später dehnte sich Weihern nach Nordwesten aus und Weiherhäusl ging in Weihern auf. Die räumliche Trennung zu Oberweihern, die der Eichelbach und etliche Fischweiher an seinen Ufern bilden, blieb erhalten. Getrennt werden die drei Ortsteile aber nur in den Matrikeln von 1838 und 1913 aufgeführt. In den amtlichen Statistiken werden nur Weiherhäusl und Weihern getrennt aufgeführt (bis 1970), nicht aber Weihern und Oberweihern.

## Geschichte
Im Salbuch von 1473 wurde Weihern (auch: Wiyern, Weiern, Weyhern, Weyn, Weyern, Weyhrn, Weyhern, Vnder Weyhern, Under Weyhern, Unterweihern) mit einer Steuer von 1 Schilling 22 Pfennig 1 Heller aufgeführt.
Im Verzeichnis der Reichstürkenhilfe von 1595 wurde Weihern als Besitz von Veit Hans von Brandt mit 21 Untertanen, 8 Herbergern, und einer Abgabe von 18 Gulden 18 Kreuzer 3 Pfennig verzeichnet. In Weihern wurde eine Kirche und ein Pfarrer erwähnt.
Während des Dreißigjährigen Krieges hatte Weihern konstant in den Jahren 1500, 1523, 1583, 1631, 1658, 1712 jeweils 1 Untertan. Die Kriegsaufwendungen betrugen 142 Gulden.
Im Steuerbuch der frei-eigenen Hofmark Weihern erschien 1630 Weihern zusammen mit Oberweihern mit 10 Höfen, 23 Gütern, 1 Taferne, 1 Haus, 1 Schmiede, 1 Badstube, 6 Inwohner, 54 Ochsen, 50 Kühen, 51 Rindern, 7 Kälber, 13 Schweine, 33 Frischlinge, 7 Fohlen, 3 Ziegen, 145 Schafen, 68 Lämmern und einer Steuer von 62 Gulden 27¾ Kreuzer. Im Herdstättenbuch von 1721 waren 24 Anwesen, 27 Häuser und 27 Feuerstätten verzeichnet. Im Herdstättenbuch von 1762 waren für Unterweihern 32 Herdstätten, 17 Inwohner und 4 Herdstätten (Pfarrhof, herrschaftliches Wohnhaus, Hirtenhaus, Gemeindeschmiede) verzeichnet.
1723 kaufte Michael Sebastian Boslarn 5 (nach anderen Quellen 8) Untertanen aus Weihern.
1808 hatte Weihern zusammen mit Oberweihern 45 Anwesen, 1 Hirtenhaus und 1 Gemeindeschmiede. Es arbeiteten in Weihern 2 Weber, 2 Schneider, 1 Müller und 1 Wirt. Außerdem gab es einen Tagelöhner. Im Grundsteuerkataster war die Steuergemeinde Weihern verzeichnet mit 65 Hofgebäuden und 1693,54 Tagwerk.
1808 begann in Folge des Organischen Ediktes des Innenministers Maximilian von Montgelas in Bayern die Bildung von Gemeinden. Dabei wurde das Landgericht Nabburg zunächst in landgerichtische Obmannschaften geteilt. Weihern kam zur Obmannschaft Hohentreswitz. Zur Obmannschaft Hohentreswitz gehörten: Hohentreswitz, Söllitz, Stein, Gnötzendorf, Oberpfreimd, Weihern, Rappenberg, Löffelsberg, Aspachmühle, Stelzlmühle und die „Stadt Pfreimd mit den unmittelbar ämtischen Untertanen“.
Dann wurden 1811 in Bayern Steuerdistrikte gebildet. Dabei kam Weihern zum Steuerdistrikt Unterweihern. Der Steuerdistrikt Unterweihern bestand aus den beiden Dörfern Unterweihern und Oberweihern mit Schloss, dem Weiherhäusl und Söllitz und den Privatwaldungen Kohlschlag und Dreyherrnschlag. Er hatte 84 Häuser, 492 Seelen, 200 Morgen Äcker, 80 Morgen Wiesen, 36 Morgen Holz, 2 Weiher, 12 Morgen öde Gründe und Wege, 2 Pferde, 42 Ochsen, 50 Kühe, 24 Stück Jungvieh, 90 Schafe und 24 Schweine.
Schließlich wurde 1818 mit dem Zweiten Gemeindeedikt die übertriebene Zentralisierung weitgehend rückgängig gemacht und es wurden relativ selbständige Landgemeinden mit eigenem Vermögen gebildet, über das sie frei verfügen konnten. Hierbei wurde Weihern Ruralgemeinde. Die Gemeinde Weihern bestand aus den Ortschaften Weihern mit 31 Familien, Oberweihern mit 9 Familien und dem Weiler Weiherhäusl mit 8 Familien. Die Gemeinde Weihern wurde 1972 in die Gemeinde Pfreimd eingegliedert.

### Besitzer der Hofmark Weihern vom 15. Jahrhundert bis zum 19. Jahrhundert
Ende des 15. und Anfang des 16. Jahrhunderts gehörte Weihern zum Besitz der Familie vom Stein, die jedoch in Schulden geraten war und nach und nach ihren Besitz verkaufte. 1497 verkaufte Wilhelm vom Stein bei Weihern gelegene Waldstücke an den Hammermeister von Diebrunn Georg Mendel. 1528 verkaufte dessen Sohn Mathes vom Stein an Georg von Prandt (auch: Brandt) in Weihern drei Höfe, neun Lehen- oder Söldengüter, die Taferne und Schenkstatt, die Schmiede, den Mesner oder Kirchendiener, den Hüter und Bader, die Kirche mit Präsentationsrecht und Kirchweihschutz.
Nach dem Tod von Veit Hans von Brandt 1599 gelangte Weihern in den Besitz von Johann Singer, der 1621 für Weihern die Landsassenpflicht ablegte. Singer starb noch im selben Jahr. Seine Erben waren nicht katholisch und wurden 1629 des Landes verwiesen. Während des Dreißigjährigen Krieges waren in Weihern wiederholt Soldaten einquartiert, die das Gut völlig ausplünderten und ruinierten. 1632 wandten sich deshalb die Singerschen Erben an die Regierung in Amberg mit Bitte um Lebensmittel und Kleidung.
Ab 1634 war Albrecht Singer als Alleinbesitzer von Weihern bezeugt. Dieser konvertierte zum Katholizismus. Nach Singers Tod erwarb Hans Albrecht Schott das Gut. Er war lutherisch und durfte sich deshalb nicht länger als 6 Wochen pro Jahr auf dem Gut aufhalten. 1673 wurde Hans Albrecht Schott von Hauptmann Funk erstochen. Nun kam Weihern an Schotts Schwester Margarethe Susanne und deren Ehemann Christoph Voyt. Er war ebenfalls lutherisch. Trotzdem wurde er als Landsasse bestätigt. Nach seinem Tod verkaufte seine Frau 1691 die Gutsherrschaft Weihern an den Kämmerer und Obristleutnant Marquard von Leopard.
Nach dem Tod Leopards geriet dessen Frau in große Geldschwierigkeiten und verkaufte deshalb die Hofmark Weihern an Johann Georg Franz von Wildenau. In dessen Immissionsprotokoll wurden als zur Hofmark Weihern gehörig ausgewiesen: Unterweihern mit 21 Untertanen, Oberweihern mit 10 Untertanen, Döllnitz mit 3 Untertanen, Oberpfreimd mit 1 Untertan, Oberndorf mit 1 Untertan, Ellersdorf mit 1 Untertan, Rottendorf mit 2 Untertanen, Jeding mit 1 Untertan, Friedersdorf mit 1 Untertan, Saltendorf mit 9 Untertanen und Etzelhof mit 2 Untertanen.
Max Philipp Franz von Wildenau, Erbe des Johann Georg Franz von Wildenau, verkaufte Weihern 1739 an den Pulvermacher Franz Friedrich Hann. Dessen Söhne Anton Ignatz und Franz Benno legten 1761 die Landsassenpflicht ab. Seit 1764 war Franz Benno Hann Alleinbesitzer. Er starb 1789. Weihern ging an seinen Sohn Joseph von Hann, der es zusammen mit Saltendorf 1791 an den Kur-Trierischen Kämmerer und Hauptmann Carl Franz von Murach auf Woppenhof verkaufte. Dieser verkaufte Weihern zur Jahrhundertwende an Graf von Buttler, Besitzer der Hofmark Stein. Buttler verkaufte Weihern 1809 an den königlichen Kämmerer und Rentbeamten in Amberg Freiherr von Duprel. Den Duprelschen Erben wurde 1820 die Errichtung eines Patrimonialgerichtes II. Klasse auf Weihern genehmigt. Dieses wurde 1830 revoziert und Weihern fiel an das Landgericht Nabburg.

### Weiherner Blutkirchweih
Wegen des Kirchweihschutzes beschwor Georg von Prandt 1534 einen schweren Streit mit Landgraf Georg von Leuchtenberg herauf. Dieser Streit begann am Kirchweihtag, dem Margarethentag 1534. Georg von Prandt hatte das Gerücht gehört, dass zu diesem Tag der landgräfliche Richter und Kastner von Pfreimd, Sebastian Merz, nach Weihern kommen würde, um ihm, Georg von Prandt, im Namen des Landgrafen das Kirchweihrecht streitig zu machen. Der Richter kam zwar nach Weihern, aber nur als gewöhnlicher Festgast und unbewaffnet.
Georg von Prandt verbündete sich mit Wolf Sazenhofer von Fuchsberg und mit Melchior Schaumbühler von Trausnitz. Zusammen mit diesen und einigen angeworbenen Reisigen versteckte er sich im Weiherner Kirchturm. Das Signal zum Angriff sollte das Anschlagen der Glocke sein. Als zur Vesperzeit die Glocke läutete, sprengte Georg von Prandt mit seinen Verbündeten auf Pferden aus dem Kirchturm hervor mitten unter die tanzende und feiernde Volksmenge. In dem folgenden Kampfgetümmel gab es 5 Tote und viele Schwerverletzte, unter den Toten war der Pfreimder Richter. Georg von Prandt wurde wegen dieser Freveltat angeklagt, konnte aber mit Hilfe von Kurfürst Ludwig und Pfalzgraf Friedrich jeglicher Strafe entgehen.
1541 erwirkte Georg von Prandt von Kaiser Karl V. einen persönlichen Schutz- und Geleitbrief für sich und seine Familie. Weitere Gerichtsurteile aus den Jahren 1546, 1547, 1548 und 1551 wurden, soweit sie Prandt schuldig sprachen, vom kaiserlichen Kammergericht aufgehoben. Auch Bußgeldforderungen der Opfer seines Anschlages in Höhe von 4400 Gulden hat er nie bezahlt. Auch seine Nachkommen, sein Sohn und sein Enkel, beide mit Namen Veit Hans von Prandt, fühlten sich dazu nicht verpflichtet.

## Einwohnerentwicklung ab 1819
| Jahr | Einwohner   | Gebäude | Anmerkung           |
| ---- | ----------- | ------- | ------------------- |
| 1819 | 31 Familien | k. A.   |                     |
| 1828 | 353         | 63      | Weihern+Oberweihern |
| 1838 | 282         | 40      | nur Weihern         |
| 1838 | 110         | 16      | Oberweihern         |
| 1864 | 364         | 161     | Weihern+Oberweihern |
| 1875 | 344         | 127     | Weihern+Oberweihern |
| 1885 | 373         | 60      | Weihern+Oberweihern |
| 1900 | 328         | 61      | Weihern+Oberweihern |
| 1913 | 156         | 43      | Unterweihern        |
| 1913 | 101         | 17      | Oberweihern         |

| Jahr | Einwohner | Gebäude | Anmerkung                       |
| ---- | --------- | ------- | ------------------------------- |
| 1925 | 295       | 59      | Weihern+Oberweihern             |
| 1950 | 361       | 55      | Weihern+Oberweihern             |
| 1961 | 287       | 53      | Weihern+Oberweihern             |
| 1964 | 287       | 53      | Weihern+Oberweihern             |
| 1970 | 274       | k. A.   | Weihern+Oberweihern             |
| 1987 | 447       | 112     | Weihern+Oberweihern+Weiherhäusl |
| 2011 | 410       | k. A.   | Weihern+Weiherhäusl             |
| 2011 | 110       | k. A.   | Oberweihern                     |

In den amtlichen Statistiken 1864 bis 1987 wird Weihern nicht getrennt von Oberweihern verzeichnet. Bis 1970 wird Weiherhäusl getrennt aufgeführt, 1987 nicht mehr. In der Matrikel von 1838 werden getrennte Zahlen für Weihern, Oberweihern und Weiherhäusl genannt und in der Matrikel von 1913 getrennte Zahlen für Unterweihern, Oberweihern und Weiherhäusl. In der Matrikel von 1997 wird nur eine Zahl für Weihern genannt, also Weihern, Oberweihern und Weiherhäusl zusammen. Auf der Zensus-Karte von 2011 lässt sich Weihern zwar von Oberweihern eindeutig trennen, aber nicht von Weiherhäusl, welches völlig in Weihern aufgegangen ist. Auf der historischen Karte von 1864 sieht man noch die eindeutige Trennung von Weihern, Oberweihern und Weiherhäuseln.

## Religion
Die Pfarrei Weihern wird schon im Pfarreienverzeichnis von 1326 aufgeführt. Ihr erster namentlich genannter Pfarrer war Leonardt Ekker, der 1474 auf die Pfarrei verzichtete. 1508 war die Pfarrei Weihern Filiale von Nabburg mit eigenem Priester. Die Hofmarksherren hatten bis 1838 das Präsentationsrecht für Weihern. 1997 hatte Weihern 466 Katholiken und 25 Nichtkatholiken, wobei bei den Nichtkatholiken nicht angegeben wurde, wie sich diese auf die Ortschaften Weihern, Gnötzendorf und Stein aufteilen, die hier die Pfarrgemeinde Weihern bilden.
Zur Pfarrei Weihern gehörten 1838 die Ortschaften Weihern (= Unterweihern). Oberweihern, Weiherhäusl, Gnötzendorf, Stein und die Filialkirche Saltendorf mit Döllnitz, Friedersdorf und Oberndorf. 1997 wurde die Pfarrei Weihern mit den Ortschaften Weihern, Gnötzendorf und Stein aufgeführt. Anfang des 21. Jahrhunderts wurde aus den Pfarreien Trausnitz, Hohentreswitz und Weihern die Pfarreiengemeinschaft Trausnitz mit Hohentreswitz und Weihern gebildet.

### Religionswirren der Reformationszeit

#### 1557: Protestantismus unter Ottheinrich
In der Zeit der Reformation, Mitte des 16. Jahrhunderts, wurden die Dekanate Hirschau und Nabburg in die Superintendentur Nabburg umgewandelt. Zu ihr gehörte auch Weihern. Bei Regierungsantritt von Kurfürst Ottheinrich wurde in dieser Region die Ausübung der katholischen Religion streng verboten. Nun herrschte einige Zeit die protestantische Lehre vor.

#### 1559: Reformierte Lehre und Calvinismus unter Friedrich III.
Der Nachfolger Ottheinrichs, Kurfürst Friedrich III., versuchte die protestantische Lehre durch die reformierte Lehre zu ersetzen und den Calvinismus durchzusetzen. Dies stieß im Volk auf erbitterten Widerstand.

#### 1576: Lutherische Lehre unter Ludwig VI.
Unter Friedrichs Sohn, Kurfürst Ludwig VI. fand ein Wechsel zur lutherischen Lehre statt. Unter seiner Herrschaft fand in den Jahren 1579 bis 1583 auch in Weihern die große oberpfälzische Landesvisitation statt.

#### 1583: Calvinismus unter Johann Kasimir
Der Nachfolger Ludwigs, dessen jüngerer Bruder Johann Kasimir führte in der Region wieder den Calvinismus ein. Die Empörung der Bevölkerung darüber nahm bisher unbekannte Ausmaße an. Es kam in mehreren Ortschaften der Region zu gewalttätigen Tumulten, die in der Ermordung von besonders eifrigen kalvinistischen Predigern durch die wütenden Volksmassen gipfelten.

#### 1621: Gegenreformation unter Maximilian I.
Das Ende dieser Religionswirren brachte erst die militärische Okkupation der Oberpfalz 1621 durch Maximilian I. Er führte mit der Gegenreformation die katholische Lehre wieder ein. 1626 wies er die kalvinistischen Geistlichen aus und forderte 1628 durch Erlass des Religionspatentes alle Bürger seines Herrschaftsbereiches auf, zur katholischen Lehre zurückzukehren. Erst ab 1803 mit dem von Maximilian von Montgelas erwirkten Religionsedikt war es Protestanten wieder erlaubt, sich in der bayerischen Oberpfalz anzusiedeln.

## Sehenswürdigkeiten, Tourismus

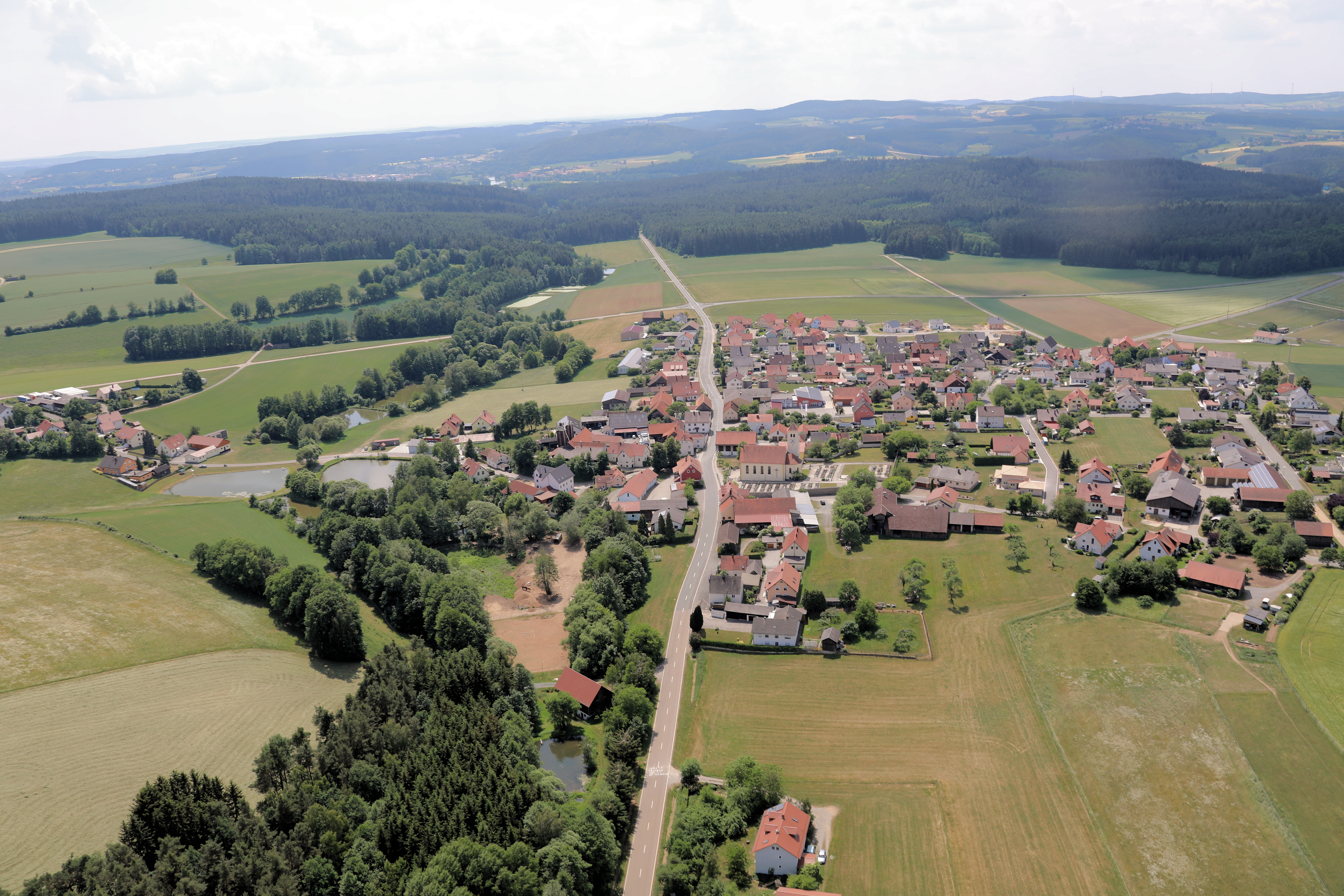
Weihern (2018)
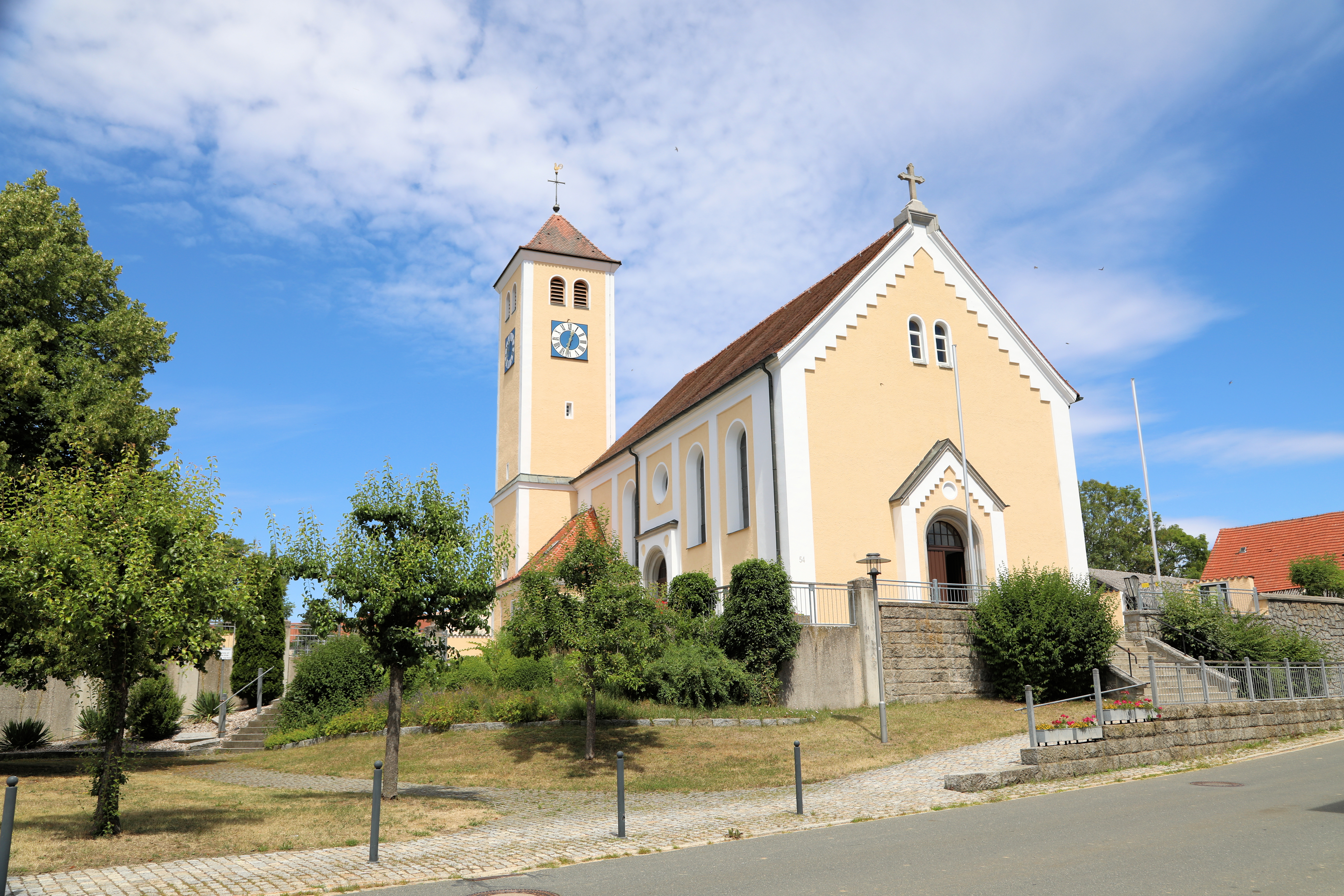
St. Margareta (2022)
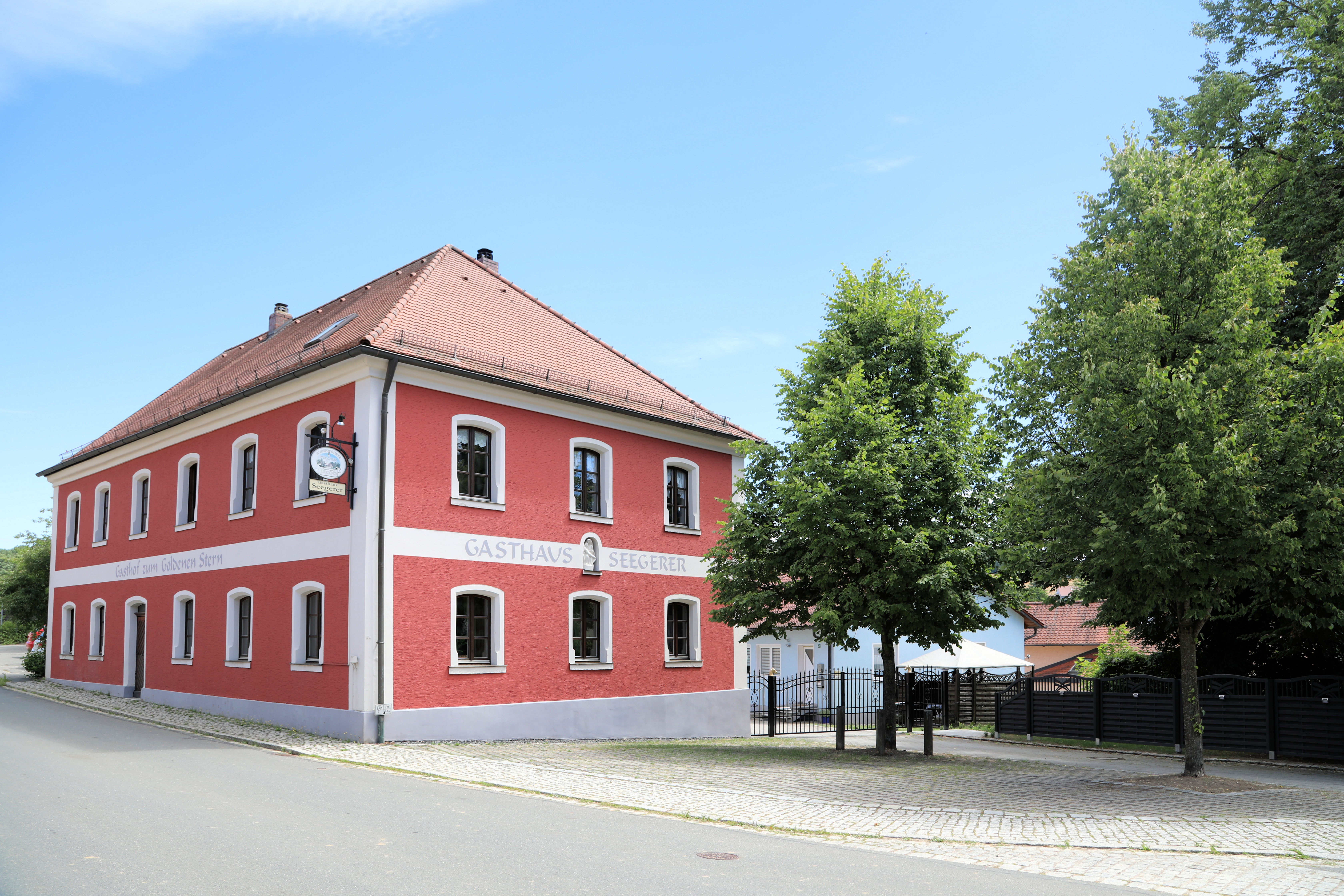
"Zum Goldenen Stern" (2022)
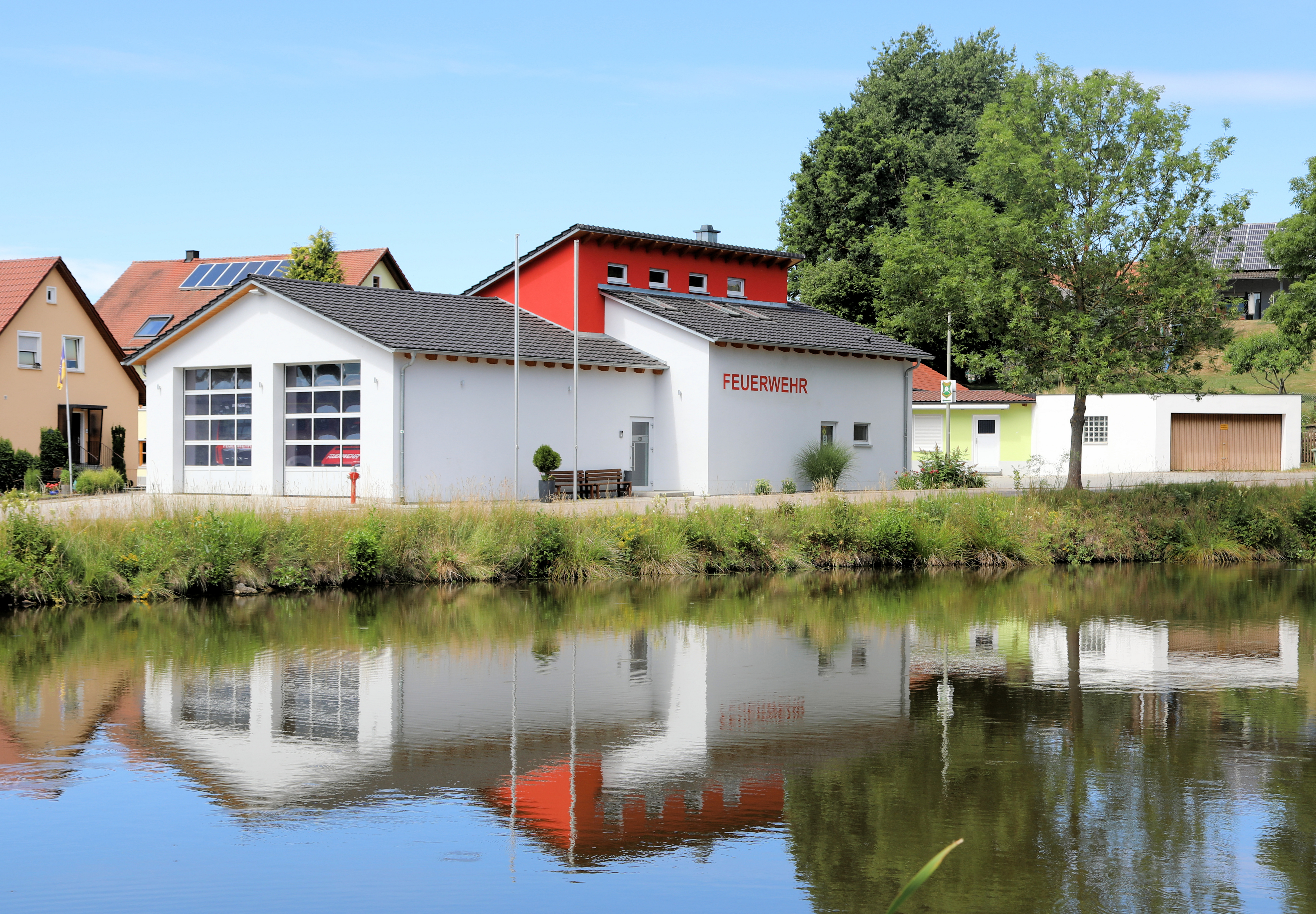
Feuerwehrhaus (2022)
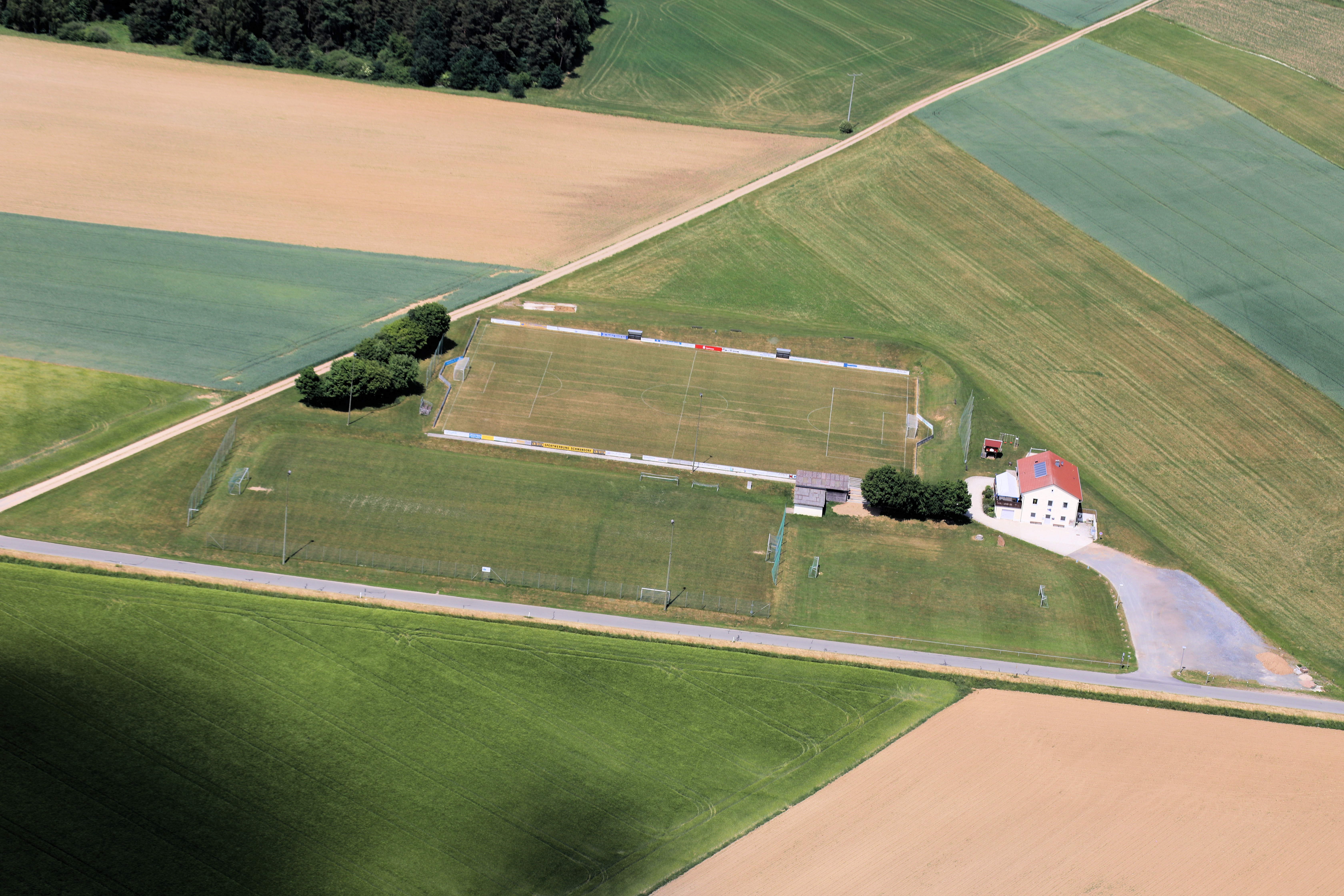
Sportgelände (2018)

Der Gasthof Zum Goldenen Stern, Weihern 55, ist ein denkmalgeschütztes Gebäude, erbaut um 1870, Denkmalnummer D-3-76-153-56. Es handelt sich um einen zweigeschossigen Satteldachbau mit einseitigem Walm, Flachbogenfenstern und Putzbänderung.
Die Katholische Pfarrkirche St. Margareta steht ebenfalls unter Denkmalschutz mit der Denkmalnummer D-3-76-153-57. Sie wurde 1866 neu gebaut. Ihr Nordturm hat ein Pyramidendach und Gurtgesims. Südwestlich der Kirche befindet sich ein ebenfalls denkmalgeschütztes Kriegerdenkmal für die Gefallenen des Ersten und Zweiten Weltkrieges.
Von Weihern führt Richtung Südwesten am Eichelbach entlang bis zu dessen Mündung in die Naab nördlich von Pfreimd ein Wander- und Mountainbikeweg, der manchmal auch Weihern-Trail oder Eichelbach-Trail genannt wird.